# Garfield Township (comté de Clay, Iowa)
Pour les articles homonymes, voir Garfield Township.
Garfield Township est un township du comté de Clay, situé en Iowa, États-Unis. La population était de 311 habitants lors du recensement de 2000.

## Géographie
Garfield Township couvre 93,2 km² du comté de Clay et comporte une ville, Webb.
Selon l'USGS, le township contient un cimetière : Garfield Township.